# 曉尼斯·馬些路·利莫斯
曉尼斯·馬些路·利莫斯（葡萄牙語：Huenes Marcelo Lemos，1981年12月5日—）一般称作明尼路（Mineiro），巴西职业足球运动员，现效力於日本職業足球联赛球会大阪飛腳队。